# La Vierge
Pour les articles homonymes, voir Vierge.
La Vierge est un oratorio (intitulé légende sacrée) en quatre scènes, pour soli, chœur et orchestre, de Jules Massenet, d'après un livret de Charles Grandmougin. L'œuvre fut créée le 22 mai 1880 à l'Opéra de Paris. 
Le 20 mai 1880 a lieu, à l'Opéra, le second des Concerts historiques créés par Auguste Vaucorbeil, alors directeur de l'Opéra de Paris. Il fait exécuter La Vierge, légende sacrée, de Jules Massenet. Gabrielle Krauss et Joséphine Daram en sont les principales et « bien splendides » interprètes, selon Massenet lui-même.
L'œuvre raconte la vie de la vierge Marie. La première scène est celle de l'Annonciation : l'Ange Gabriel lui annonce qu'elle donnera naissance au Messie. La seconde scène raconte les Noces de Cana. La troisième est celle du Vendredi saint. La quatrième, enfin, est celle de l'Assomption. La musique, puissante et douloureuse dans la troisième scène, devient apaisée et aérienne dans la quatrième, évoquant la montée de Marie au Paradis.
L'oratorio ne rencontra guère de succès lors de sa création en 1880, ce qui affecta profondément Massenet. Seul le prélude de la quatrième partie, Le Dernier Sommeil de la Vierge  fut apprécié et est toujours joué aujourd'hui en concert. Massenet tenait d'ailleurs particulièrement à cette pièce, ayant écrit à l'été 1878 qu'il désirait qu'elle fût jouée pour son enterrement. Ce souhait ne fut toutefois pas réalisé.

## Enregistrements
- 1990 : Patrick Fournillier ; Orchestre symphonique de Prague, Chœur de l'Opéra National de Lyon ; Koch 313 084 (2 CD)
- 2001 : José Collado ; Orchestra del Festival di Pasqua, Schola Cantorum S. Maria degli Angeli Aramus ; Edizione Castiglione (1 DVD), avec Montserrat Caballé
- 2004 :Avec Danielle STREIFF, la Vierge, en live concert Eglise de la Trinité de Paris, CD dirigé par Jean-Pierre LORE/ Orchestre Français d'Oratorio/ Philippe Pelissier chez EROL( 2 CD)